# G-Force
G-Force (i Finland: G-Force - Miniagenterna) är en amerikansk delvis animerad film från 2009 regisserad av Hoyt Yeatman och producerad av Jerry Bruckheimer.

## Handling
G-Force är ett gäng på tre marsvin, en mullvad och en fluga som utgör en agentstyrka på FBI. När G-Force hotas att läggas ner av FBI skickar Ben Kendall (Zach Galifianakis) ut dem för att få tag på bevis mot mångmiljardären Leonard Saber (Bill Nighy), VD:n för Saberlingkoncernen, som anklagas för att skapa och sälja illegala vapen under kodnamnet Clusterstorm. Darwin (röst av Sam Rockwell) lyckas ladda ner Clusterstorm-filen som visar en global utplåning, men när filen ska visas för FBI visar den bara en bild på en kaffebryggare. G-Force tvingas fly och hamnar i en djuraffär där de blir bekanta med marsvinet Hurley (röst av Jon Favreau) och den tjurige Bucky (röst av Steve Buscemi) som är hälften hamster/hälften iller. Juarez (röst av Penélope Cruz) och Blaster (röst av Tracy Morgan) blir adopterade och Speckles (röst av Nicolas Cage) blir mosad i en sopbil. Darwin lyckas fly och får Hurley med sig. Darwin måste inom loppet av ett dygn hitta Juarez och Blaster, ta sig hem till Ben och hindra Clusterstorm från att anslutas till alla Saberling-hushållsapparater i hela världen så att de blir till mördarmaskiner.

## Rollista
- Bill Nighy - Leonard Saber
- Will Arnett - Överagent Kip Killian
- Zach Galifianakis - Ben Kendall
- Nicolas Cage - Speckles (röst)
- Sam Rockwell - Darwin (röst)
- Penélope Cruz - Juarez (röst)
- Jon Favreau - Hurley (röst)
- Steve Buscemi - Bucky (röst)
- Tracy Morgan - Blaster (röst)
- Kelli Garner - Marcie
- Gabriel Casseus - Agent Carter
- Jack Conely - Agent Trigstad
- Tyler Patrick Jones - Connor
- Piper Mackenzie Harris - Penny

### Svenska röster
- Claes Ljungmark - Leonard Saber
- Niklas Engdahl - Överagent Kip Killian
- Per Graffman - Ben Kendall
- Gustaf Hammarsten - Speckles
- Figge Norling - Darwin
- Alexandra Rapaport - Juarez
- Janne Westerlund - Hurley
- Göran Berlander - Bucky
- Björn Bengtsson - Blaster
- Amanda Renberg - Marcie
- Mattias Knave - Agent Carter
- Johan Hedenberg - Agent Trigstad
- Tim Lindner Morin - Connor
- Alice Sjöberg Brise - Penny